# Härlövs församling
Härlövs församling var en församling i Växjö stift, belägen i Alvesta kommun. Församlingen uppgick 2010 i Alvesta församling.
Församlingskyrka är Härlövs kyrka.
Befolkningen uppgick 31 december 2007 till 113 personer. 

## Administrativ historik
Församlingen har medeltida ursprung.
Församlingen var före 1 maj 1924 annexförsamling i pastoratet Öjaby och Härlöv, därefter annexförsamling i pastoratet Aringsås (från 1945 Alvesta), Lekaryd och Härlöv. Från 1962 var den annexförsamling i pastoratet Alvesta, Lekaryd, Härlöv och Hjortsberga med Kvenneberga. Församlingen uppgick 2010 i Alvesta församling.
Församlingskod var 076403.